# 亚穆苏克罗
亚穆苏克罗（法語發音：[jamusukʁo]）是象牙海岸的首都，也是一個大區。位於阿比讓北方約240公里處，人口約242744人。雅穆蘇克羅的地理位置是北緯6度50分，西經5度15分（6.8333, -5.25）。亚穆苏克罗大區劃分為阿蒂耶戈瓦克羅省和亚穆苏克罗省。

## 歷史
夸西恩戈（Kouassi N'Go）的姪甥輩女性雅穆蘇（Yamousso）酋長在法國殖民時代管理當時稱為恩戈克罗（N'Gokro）的雅穆蘇克羅。當時這個村子有475位居民，是阿奎（Akoué）地區的129個村莊之一。
雖然對外的外交和貿易關係都已經建立，1909年，在贾姆拉博（Djamlabo）的酋長的命令之下，亞庫耶發生了反抗法國統治的事件。位在布阿夫莱（Bouaflé）公路上，距離雅穆蘇克羅七公里的邦齐（Bonzi）被焚毀，當地的法國官員西蒙·莫里斯（Simon Maurice）因為夸西恩戈出面協調而逃過一劫。這位備受尊敬的前領袖夸西恩戈說服了亞庫耶人放棄了這條只會帶來災難的戰爭之路。
當情勢緩和恢復正常之後，西蒙·莫里斯認為彭茲不夠安全，決定把法國軍事站轉移到雅穆蘇克羅，法國行政當局也在當地建立紀念夸西恩戈的建築物，並且為了表示對雅穆蘇的敬意，將恩戈克雷更名為雅穆蘇克羅（Yamoussoukro）。
象牙海岸第一任總統费利克斯·乌弗埃-博瓦尼於1939年成為該村村長。當時，雅穆蘇克羅仍然只是一個農業小鎮，直到象牙海岸獨立後才開始較大的發展。
1983年，科特迪瓦政府决定将首都从阿比让迁至亚穆苏克罗。1990年，雅穆索戈和平之后大殿落成竣工，成為城市的象徵。

## 外部連結
- OpenStreetMap上有關亚穆苏克罗的地理